# Fléac-sur-Seugne
Fléac-sur-Seugne är en kommun i departementet Charente-Maritime i regionen Nouvelle-Aquitaine i västra Frankrike. Kommunen ligger  i kantonen Pons som ligger i arrondissementet Saintes. År 2022 hade Fléac-sur-Seugne 361 invånare.

## Befolkningsutveckling
Antalet invånare i kommunen Fléac-sur-Seugne
Referens:INSEE